# Choczenka
Choczenka – potok, lewy dopływ Skawy o długości 13,79 km i powierzchni dorzecza 25,2 km². 
Potok płynie przez terytorium gminy Wadowice. Jego źródła znajdują się na północnych stokach góry Gancarz w Beskidzie Małym, najwyżej położone z nich znajdują się na wysokości około 690 m. Przepływa przez miejscowości Kaczyna, Chocznia i Wadowice, gdzie uchodzi do Skawy. Dopływami Choczenki są Konówka, Pilny Potok i Wodowski Potok.
W Paśmie Bliźniaków pomiędzy Bliźniakami a stokami Kokocznika i Ostrego Wierchu Choczenka dokonała głębokiego przełomu. Znajdują się w nim skalne wychodnie kilkumetrowej wysokości oraz odkrywki fliszu karpackiego. Planowane jest objęcie przełomu ochroną i utworzenie zespołu przyrodniczo-krajobrazowego.